# Epeorus subpallidus
Epeorus subpallidus är en dagsländeart som först beskrevs av Jay R. Traver 1937.  Epeorus subpallidus ingår i släktet Epeorus och familjen forsdagsländor. Inga underarter finns listade i Catalogue of Life.